# Sibon (geslacht)
Sibon is een geslacht van slangen uit de familie toornslangachtigen (Colubridae) en de onderfamilie Dipsadinae.

## Naam en indeling
De wetenschappelijke naam van de groep werd voor het eerst voorgesteld door Leopold Fitzinger in 1826. De slangen werden eerder aan andere geslachten toegekend, zoals Coluber, Leptognathus en Dipsas.
Het geslacht telt 18 soorten, vijf soorten zijn tussen 2013 en 2017 ontdekt, vier van deze soorten zijn met uitsterven bedreigd. Ook in 2019 en in 2019 werden soorten ontdekt, waardoor verouderde bronnen een lager soortenaantal vermelden. De soorten Sibon bevridgelyi en Dipsas bobridgelyi zijn vernoemd naar vader en zoon Beverly en Robert Ridgely.

## Uiterlijke kenmerken
De slangen hebben een sterk afgeplat lichaam, de kop is duidelijk te onderscheiden van de rest van het lichaam door een insnoering. De ogen zijn groot maar steken meestal niet duidelijk uit al zijn hierop uitzonderingen zoals de soort Sibon argus. De schubben op de rug zijn glad en zijn in 13 tot 15 rijen in de lengte gelegen.
Ze hebben allemaal een stompe snuit die zodanig aangepast is dat hij gebruikt kan worden om slakken uit hun huisjes op te zuigen. De tanden worden gebruikt om de slakken naar binnen te werken, in plaats van gif in te spuiten of het voedsel vast te houden.

## Verspreiding en habitat
De soorten komen voor in delen van Midden- en Zuid-Amerika en leven in de landen Mexico, Belize, Guatemala, El Salvador, Honduras, Nicaragua, Costa Rica, Panama, Colombia, Venezuela, Frans-Guyana, Ecuador, Trinidad en Tobago en Brazilië.
De soorten van het geslacht Sibon leven voornamelijk in bomen. De habitat bestaat uit tropische en subtropische bossen, zowel vochtige laagland- en bergbossen als droge bossen. Ook in door de mens aangepaste streken zoals aangetaste bossen, landelijke tuinen en plantages kunnen de dieren worden aangetroffen.

## Beschermingsstatus
Door de internationale natuurbeschermingsorganisatie IUCN is aan veertien soorten een beschermingsstatus toegewezen. Zeven soorten worden gezien als 'veilig' (Least Concern of LC), drie als 'onzeker' (Data Deficient of DD), twee als 'gevoelig' (Near Threatened of NT) en een als 'bedreigd' (Endangered of EN). De soort Sibon merendonensis ten slotte wordt beschouwd als 'ernstig bedreigd' (Critically Endangered of CR).

## Soorten
Het geslacht omvat de volgende soorten, met de auteur en het verspreidingsgebied.
| Naam                 | Auteur | Verspreidingsgebied |
| -------------------- | --- | --- |
| Sibon annulatus      | Günther, 1872 | Costa Rica, Panama, Nicaragua, Honduras, Colombia, Ecuador                                                                                                |
| Sibon anthracops     | Cope, 1868 | Guatemala, El Salvador, Nicaragua, Honduras, Costa Rica                                                                                                   |
| Sibon argus          | Cope, 1868 | Costa Rica, Panama |
| Sibon ayerbeorum     | Vera-Pérez, 2019 | Colombia |
| Sibon bevridgelyi    | Arteaga, Salazar-Valenzuela, Mebert, Peñafiel, Aguiar, Sánchez-Nivicela, Pyron, Colston, Cisneros-Heredia, Yánez-Muñoz, Venegas, Guayasamin, Torres-Carvajal, 2018 | Ecuador, Peru |
| Sibon carri          | Shreve, 1951 | Guatemala, Honduras, El Salvador |
| Sibon dimidiatus     | Günther, 1872 | Mexico, Guatemala, Belize, El Salvador, Honduras, Nicaragua, Costa Rica                                                                                   |
| Sibon dunni          | J.A. Peters, 1957 | Ecuador |
| Sibon lamari         | Solórzano, 2001 | Costa Rica, Panama |
| Sibon linearis       | Pérez-Higareda, López-Luna & H.M. Smith, 2002 | Mexico |
| Sibon longifrenis    | Stejneger, 1909 | Panama, Costa Rica, Honduras, Nicaragua |
| Sibon manzanaresi    | McCranie, 2007 | Honduras |
| Sibon merendonensis  | Rovito, Papenfuss & Vásquez-Almazán, 2012 | Guatemala |
| Sibon miskitus       | McCranie, 2006 | Honduras |
| Sibon nebulatus      | Linnaeus, 1758 | Mexico, Belize, Guatemala, El Salvador, Honduras, Nicaragua, Costa Rica, Panama, Colombia, Venezuela, Frans-Guyana, Ecuador, Trinidad en Tobago, Brazilië |
| Sibon noalamina      | Lotzkat, Hertz & Köhler, 2012 | Panama |
| Sibon perissostichon | Köhler, Lotzkat & Hertz, 2010 | Panama |
| Sibon sanniolus      | Cope, 1866 | Mexico, Belize, Guatemala |